# Modisimus dominical
Modisimus dominical is een spinnensoort uit de familie trilspinnen (Pholcidae). De soort komt voor in Costa Rica.